# Lolita
Lolita (1955) este un roman scris de Vladimir Nabokov. Romanul a fost scris în engleză și publicat în 1955 la Paris, iar ulterior a fost tradus de autor în rusă și publicat în 1967 la New York. Romanul este renumit atât pentru stilul inovator, cât și pentru subiectul controversat: naratorul cărții și protagonistul ei, Humbert Humbert, devine obsedat sexual de o fată de 12 ani, pe nume Dolores Haze.

## Poveste
Humber Humbert (HH) este un profesor cvadragenar care, căutând o gazdă, se îndrăgostește la prima vedere de fata gazdei. Pentru a nu dispărea din viața fetei, este nevoit să se însoare cu mama ei, care în cele din urmă moare, permițându-i lui Humbert Humbert să devină tutorele fetei. Acest statut îi oferă șansa de a o lua pe Lolita într-o excursie cu mașina în jurul Americii. De-a lungul acestei călătorii, Humbert abuzează sexual de fată, utilizând somnifere și nenumărate recompense. La un moment dat  fata reușește să scape și să rămână ascunsă pentru mulți ani. Strâmtorată financiar, ea îl contactează după mulți ani. Cum sentimentele lui HH sunt aceleași ca odinioară, acesta o imploră să se întoarcă, însă tot ce poate afla este numele complicelui dispariției (Clare Quilty), pe care îl și omoară.

## Mesaj
După publicare, romanul a obținut un statut clasic, devenind unul dintre cele mai cunoscute și controversate exemple în literatura secolului 20. Numele „Lolita” a intrat în cultura populară și descrie o copilă precoce din punct de vedere sexual. În anul 1955, scandalul din jurul apariției romanului Lolita de Vladimir Nabokov a fost uriaș. Autorul a fost nevoit să iasă public și să justifice originea subiectului din carte.

## Cenzură
Cartea a stârnit  controverse din anul publicării 1955. Editorul Sunday Express a numit-o „cea mai murdară carte pe care am citit-o vreodată”, apoi autoritățile au fost sesizate și au retras toate exemplarele de pe piață, sub pretextul că în carte era vorba despre pornografie. Francezii au interzis-o anul următor, însă a fost publicată fără probleme în America. 
Marea Britanie a decis s-o interzică în 1958. Argentina a interzis-o în 1959, apoi Noua Zeelandă, care a numit cartea „o lucrare indecentă”. Africa de Sud în 1974. Cartea a rămas sub acest statut mulți ani până în 1982.

## Influențe
Harajuku este numele unui cartier din departamentul Shibuya, Tokyo, Japonia. Aici a luat naștere și stilul vestimentar numit Harajuku, adoptat de adolescente care emulează personajul feminin al cărții. Adolescentele adepte ale modei Harajuku folosesc au creat și un jargon: limbajul Lolita.

## Ecranizări
Romanul a fost ecranizat de două ori, prima dată în 1962, de Stanley Kubrick și a doua oară în 1997, de Adrian Lyne.